# Меденицький зоопарк
Меде́ницький зоопа́рк «Лімпопо́» — зоологічний парк в Україні. Один із найбільших зоопарків заходу України (?). 
Розташований у межах Дрогобицького району Львівської області, при східній околиці смт Меденичі. 
Площа зоопарку бл. 4 га. Це — найбільший у Львівській області приватний зоопарк. Станом на 2016 рік у ньому проживало понад 500 тварин — представників різних видів фауни з різних континентів світу, в тому числі з Південної Америки й Австралії. Більшість тварин утримуються у просторих вольєрах, наприклад, полярні вовки, тигри, лами. 
На території зоопарку розташовані кафе, літній дворик, майданчик для дітей та сувенірна лавка.

## Назва
Зоопарк названий за аналогією з африканською Крокодиловою річкою (Лімпо́по, англ. Limpopo River), хоча, станом на 2016 рік, якраз крокодилів в зоопарку і нема.

## Засновники та персонал
Засновниками та співвласниками приватного зоопарку є Сергій Костів та Олександр Метелиця, які в 2008 році придбали 4 гектари землі і розпочали його будівництво. Обслуговчий персонал станом на квітень 2016 — 10 осіб.

## Тварини
Станом на 2015 рік в зоопарку вже утримувалось понад 300 тварин, в 2016 — понад пів тисячі. Серед завезених з усього світу тварин меденицького зоопарку є чимало рідкісних та унікальних. Це, наприклад, білі та уссурійські тигри, білі леви, леопарди трьох видів, чорні ягуари, а також наразі єдині в Україні канадські рисі, які занесені до всесвітньої програми захисту тварин. Гордість колекції — 8-річний «цар звірів» на ім'я Цезекс з вагою понад 300 кілограмів.

## Цікаві факти
Міський голова Києва, голова Асоціації міст України Віталій Кличко в рамках перебування на Форумі місцевого самоврядування у Львові відвідав Дрогобицький край. Віталій Кличко мав низку ділових зустрічей з керівництвом району та міста, де йшлося про перспективи співпраці, реалізацію спільних проектів задля розвитку Дрогобича. Віталій Кличко також зробив свій внесок у реконструкцію частини площі Ринок – 100 кв. метрів відновлять за рахунок мера Києва. Місцеві очільники запросили Київського міського голову на урочисті заходи з нагоди 160-ї річниці від дня народження Івана Франка. Перший заступник голови райдержадміністрації Володимир Шутко вручив Віталієві Кличку комплект промоційної літератури про культурні та туристичні особливості Дрогобиччини.
А перед тим, дорогою до Дрогобича Володимир Шутко запропонував Київському меру оглянути Меденицький зоопарк “Лімпопо”, який є однією з візитівок району. Віталій Кличко був приємно вражений побаченим. Про плани розвитку звіринця, можливість його співпраці з Київським зоопарком він мав розмову з власниками та великими ентузіастами своєї справи Сергієм Костівим та Олександром Метелицею. У цей час в зоопарку на екскурсії перебувало декілька груп дітей. Їхньому здивуванню не було меж, коли у Меденичах вони побачили легендарного боксера, який охоче спілкувався та фотографувався з дітьми.

## Графік роботи
Станом на 2023 рік: літо з 10:00 до 18:00, зима з 10:00 до 17:00

## Вартість квитків
Станом на 14 травня 2023 року: дорослих 150 грн., дитячих (від 5 до 14 років) 100 грн., діти до 5 років, інваліди 1 групи, діти-інваліди та учасники АТО — безкоштовно

## Світлини

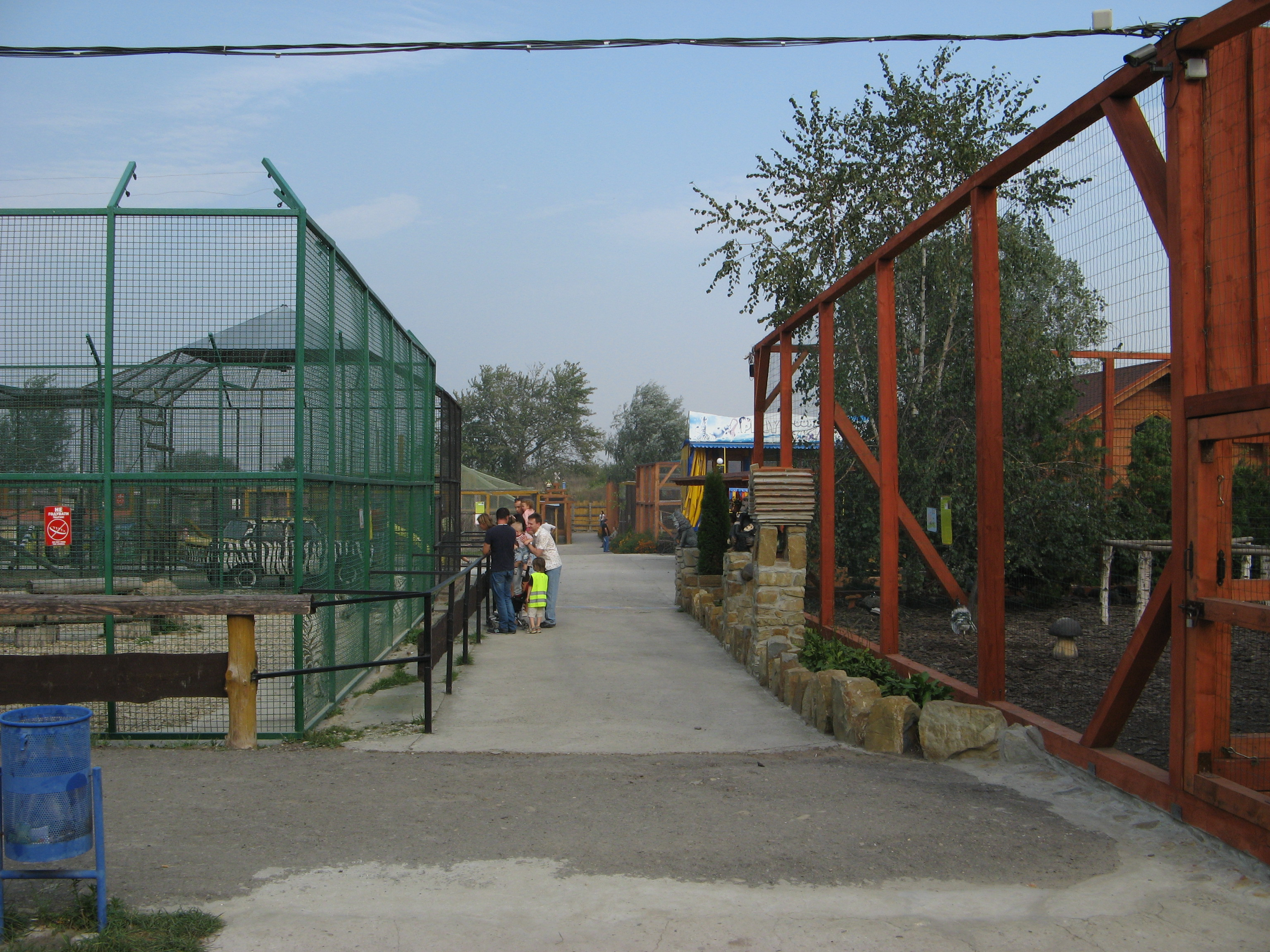
На території зоопарку (вересень 2015 року)
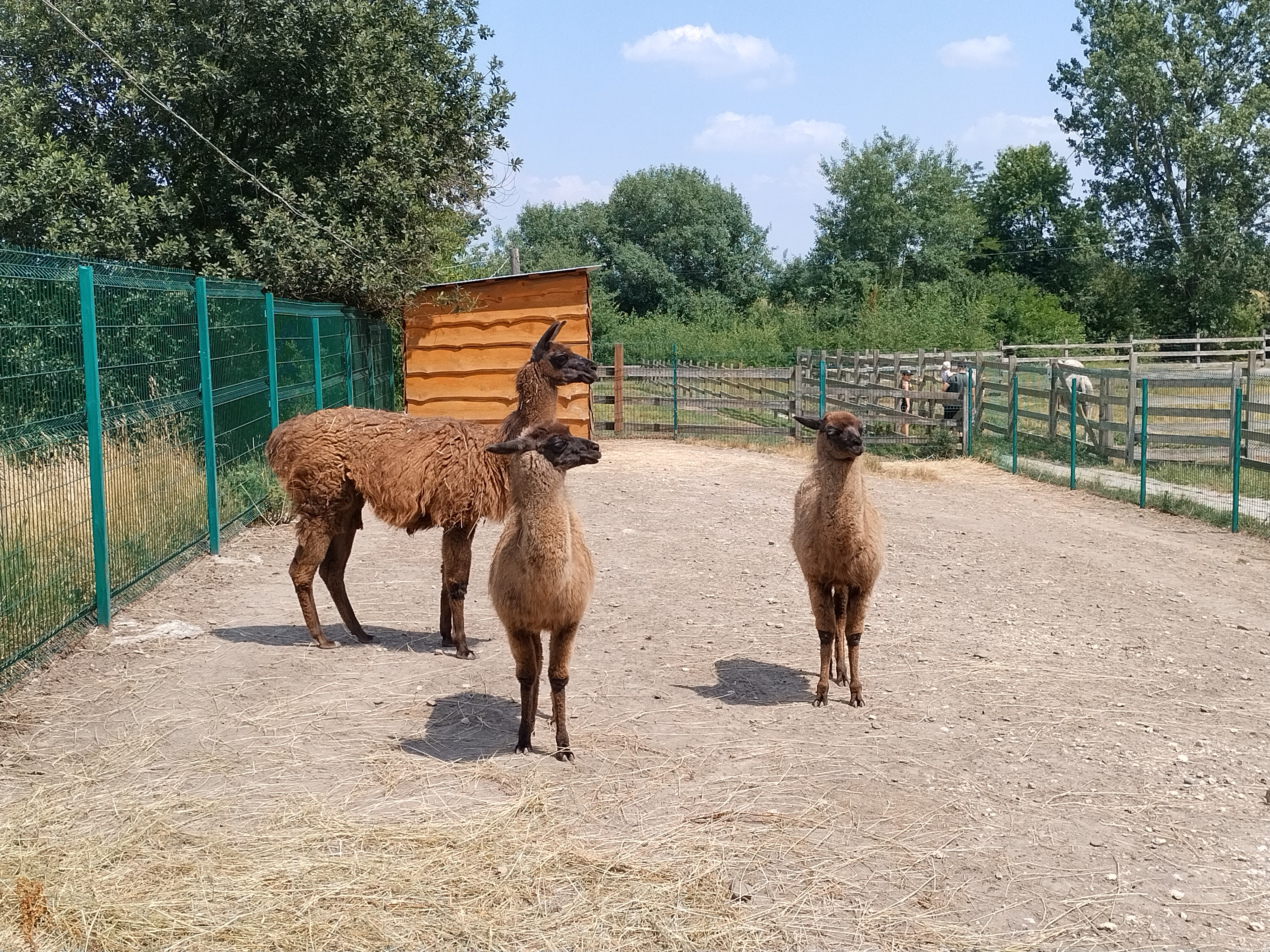
Лами
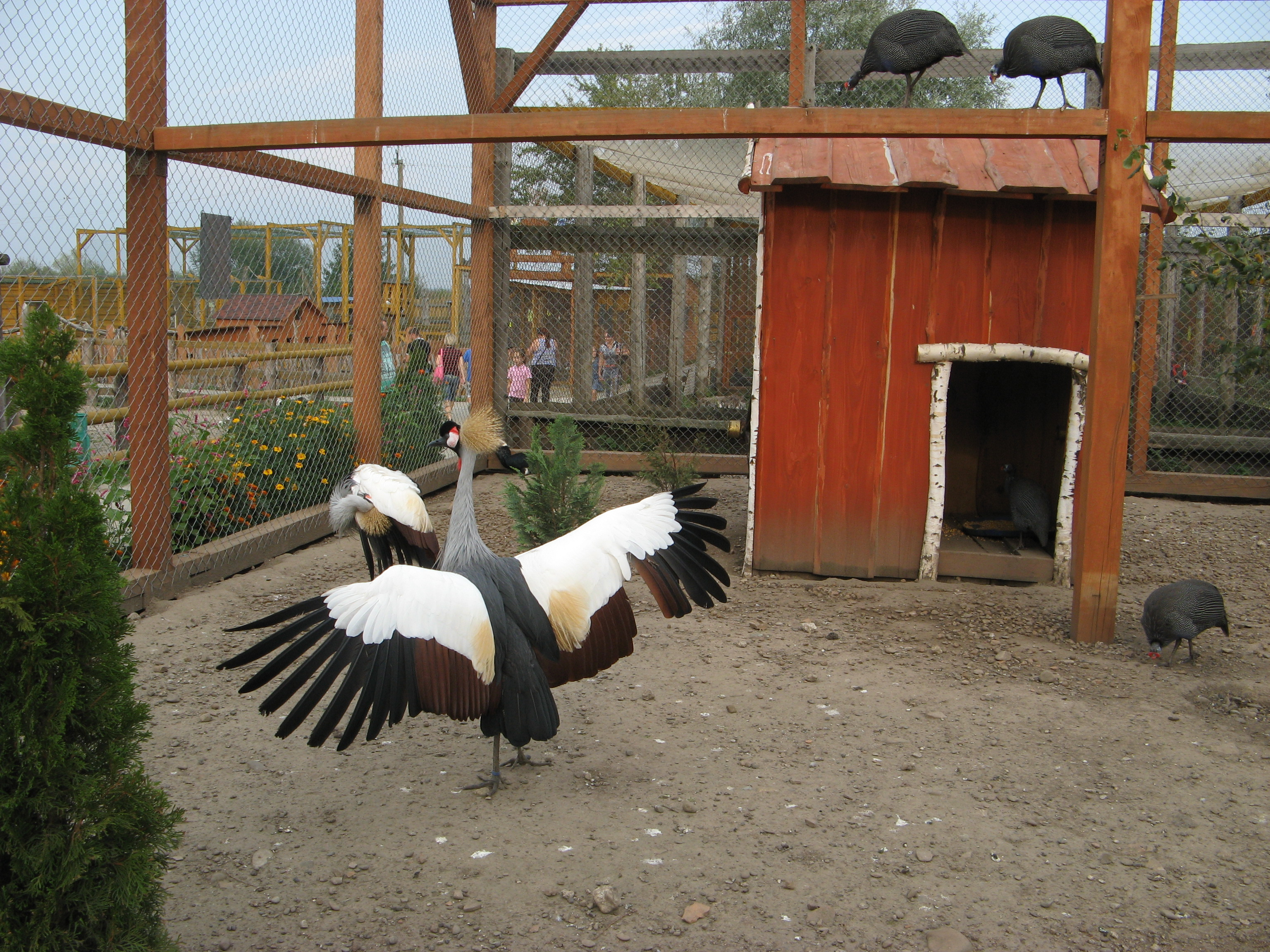
Журавель вінценосний східний
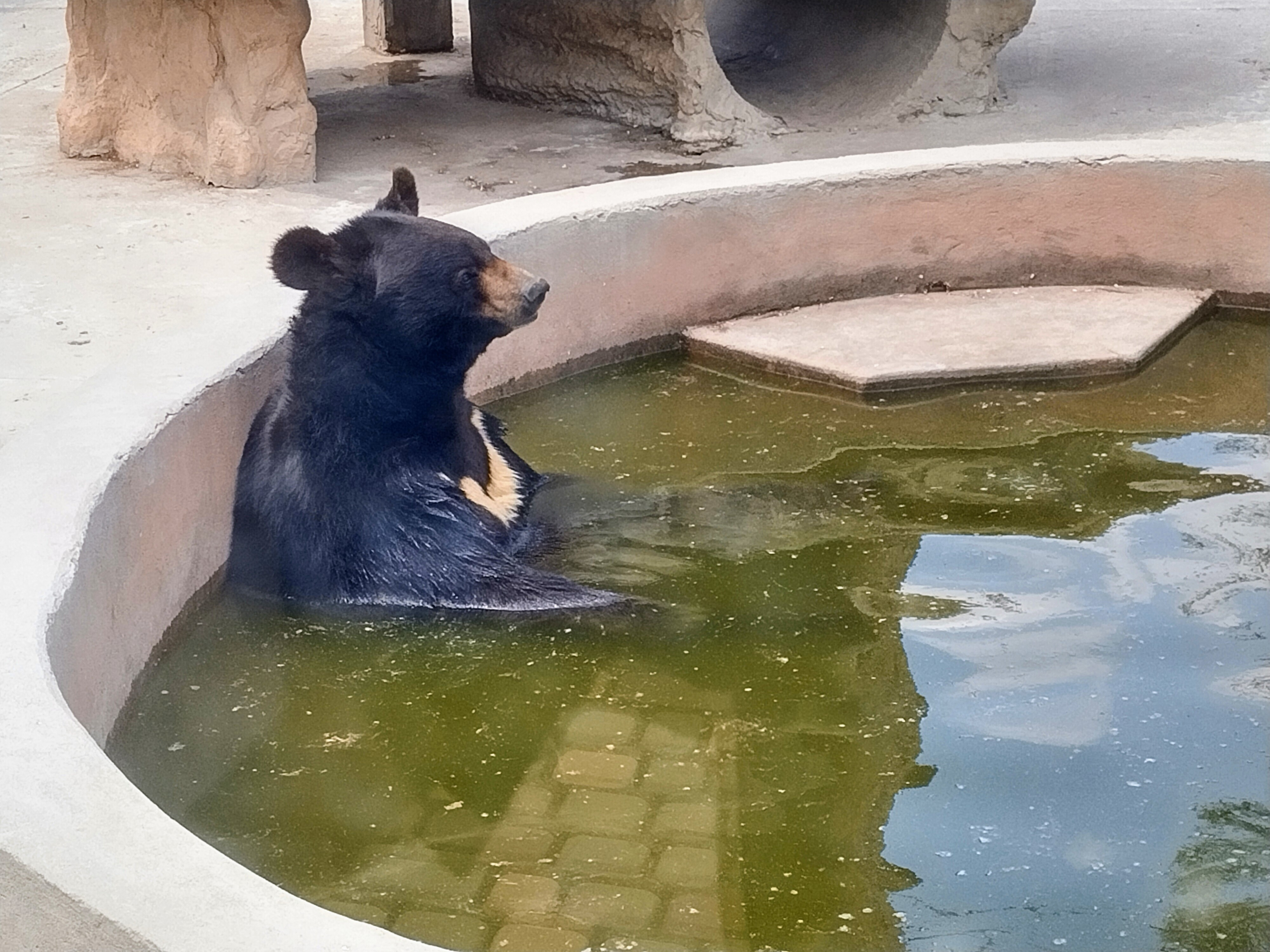
Ведмідь гімалайський
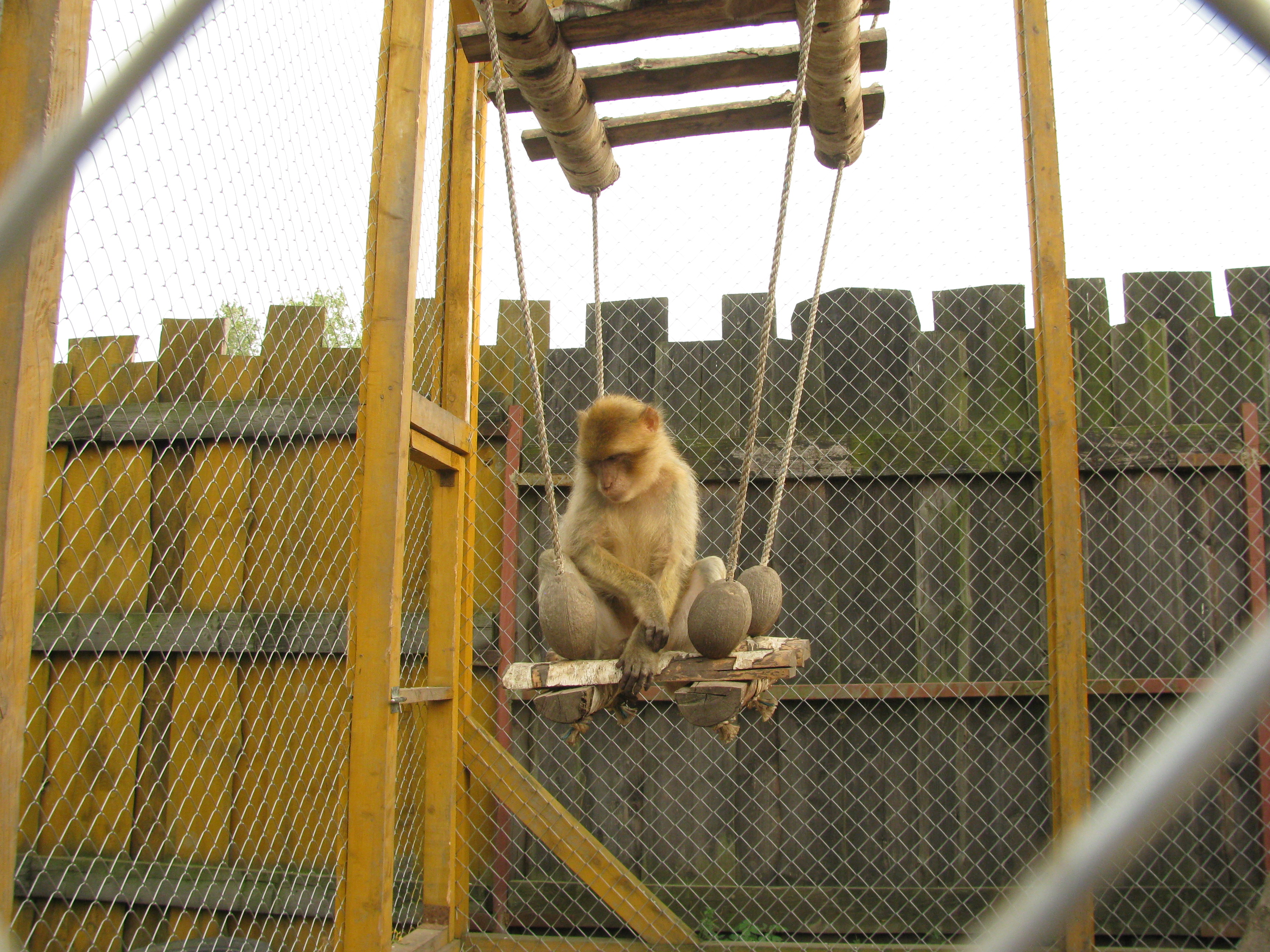
Мавпа
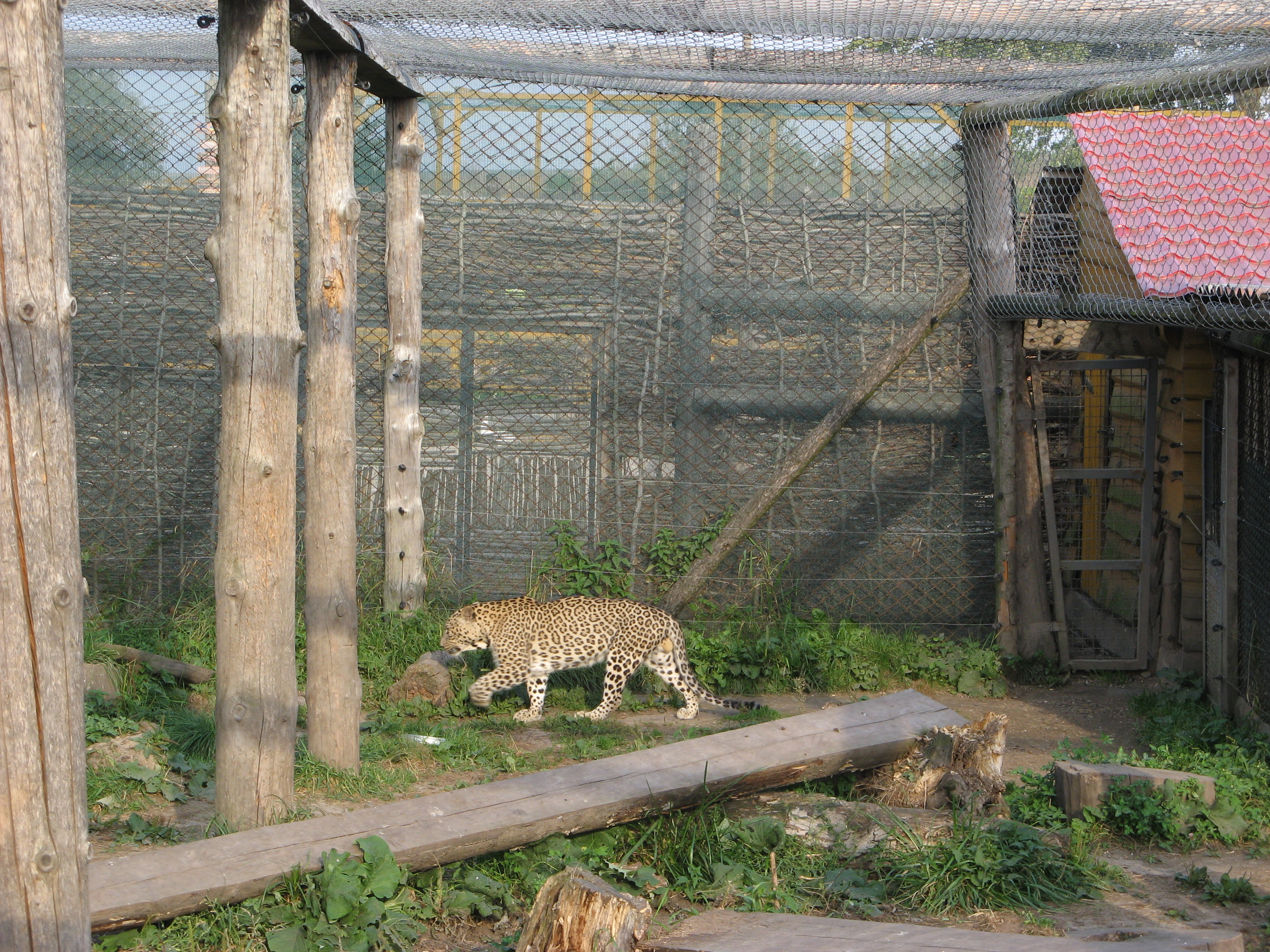
Леопард
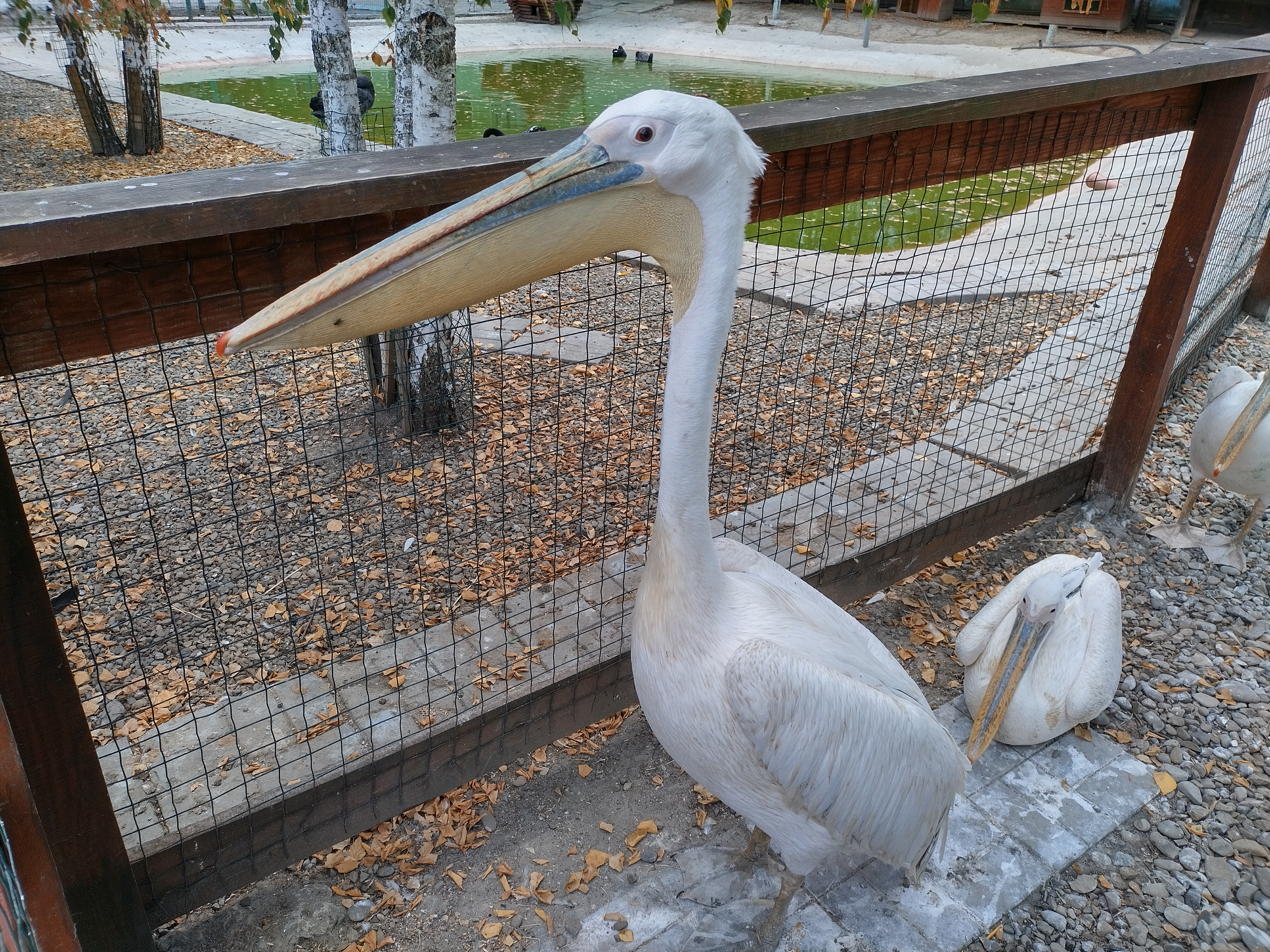
Пелікан рожевий
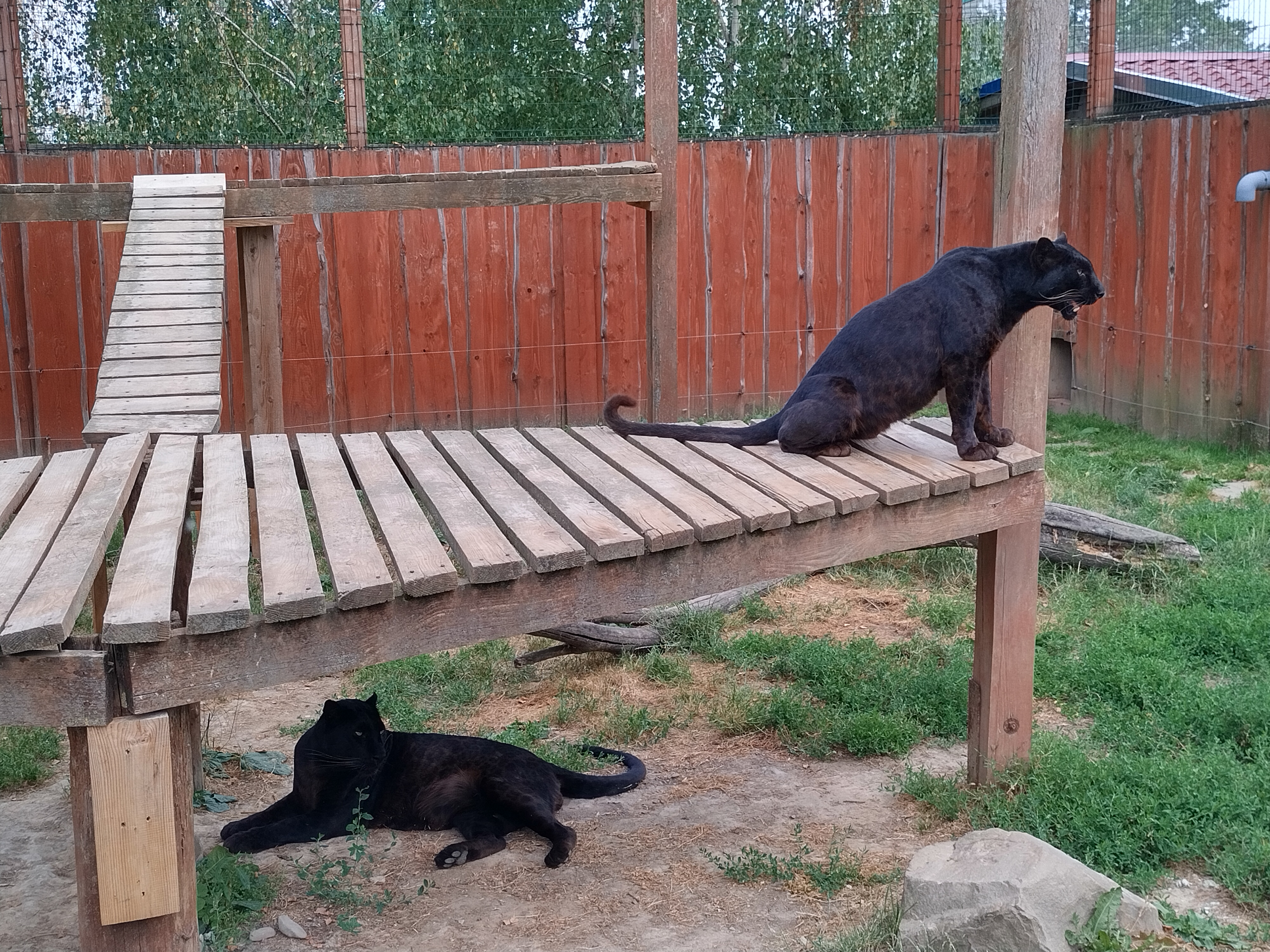
Пантера